# Tipula aspromontensis
Tipula aspromontensis är en tvåvingeart som beskrevs av Theowald 1973. Tipula aspromontensis ingår i släktet Tipula och familjen storharkrankar. Inga underarter finns listade i Catalogue of Life.